# Geokichla
A Geokichla a madarak (Aves) osztályának a verébalakúak (Passeriformes) rendjébe, ezen belül a rigófélék (Turdidae) családjába tartozó nem.

## Rendszerezés
A nemet Salomon Müller írta le 1836-ban, az alábbi 21 faj tartozik ide:
- fehérfülű földirigó (Geokichla schistacea)
- szarkaföldirigó (Geokichla wardii)
- mindorói földirigó (Geokichla cinerea)
- timori földirigó (Geokichla peronii)
- aranyfejű földirigó (Geokichla citrina)
- foltosszárnyú földirigó (Geokichla spiloptera)
- szibériai földirigó (Geokichla sibirica)
- narancsszínű földirigó (Geokichla piaggiae)
- Crossley-földirigó (Geokichla crossleyi)
- Guerney-földirigó (Geokichla gurneyi)
- kameruni földirigó (Geokichla camaronensis)
- ghánai földirigó (Geokichla princei)
- pettyes pálmarigó (Geokichla guttata)
- erdei földirigó (Geokichla oberlaenderi)
- malukui földirigó (Geokichla dumasi)
- serami földirigó (Geokichla joiceyi)
- barnafejű földirigó (Geokichla interpres)
- Enggano-szigeti földirigó (Geokichla leucolaema)
- vöröshátú földirigó (Geokichla erythronota)
- feketés földirigó (Geokichla mendeni)
- gesztenyéshátú földirigó (Geokichla dohertyi)